# نعريات الشكل
نعريات الشكل (الاسم العلمي: Tabanomorpha) هي تحت رتبة من الحشرات تتبع رتيبة قصيرات القرن من رتبة ذوات الجناحين.

## التصنيف
- النعرينات
  - النعرية
    - الزنباوات
      - الزنباء